# Goera altofissura
Goera altofissura är en nattsländeart som beskrevs av Hwang 1957. Goera altofissura ingår i släktet Goera och familjen grusrörsnattsländor. Inga underarter finns listade i Catalogue of Life.